# 圣巴泰勒米 (朗德省)
圣巴泰勒米（法語：Saint-Barthélemy，法語發音：[sɛ̃ baʁtelemi] ⓘ）是法国朗德省的一个市镇，属于达克斯区。

## 地理
圣巴泰勒米（43°30'52"N, 1°19'53"W）面积5.66 平方千米，位于法国新阿基坦大区朗德省，该省份为法国西南部沿海省份，是法國本土面积第二大的省，北起吉倫特省，西临大西洋，南至大西洋比利牛斯省，东临热尔省，东北与洛特-加龍省接壤。
与圣巴泰勒米接壤的市镇（或旧市镇、城区）包括：于尔特、比欧多斯、圣安德烈德塞尼昂、圣洛朗德戈斯、圣马丹德塞尼昂、于尔屈特。

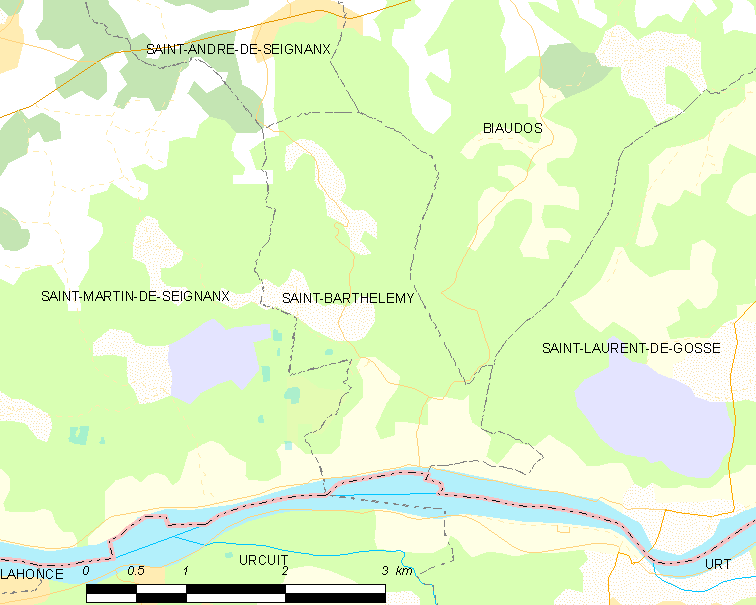
的OSM定位图

圣巴泰勒米的时区为UTC+01:00、UTC+02:00（夏令时）。

## 行政
圣巴泰勒米的邮政编码为40390，INSEE市镇编码为40251。

## 政治
圣巴泰勒米所属的省级选区为塞尼昂县。

## 人口

1962-2008年间人口变化图示

圣巴泰勒米于2022年1月1日时的人口数量为421人。